# Rosa Genoni
Rosa Genoni est une créatrice de mode, enseignante, féministe et pacifiste italienne, née le 16 juin 1867 à Tirano et morte le 12 août 1954 à Varèse.

## Biographie

### Formation et premiers engagements
Rosa Genoni est l'aînée d'une fratrie de 18 enfants, dont 12 survivent. Elle déménage à Milan à l'âge de dix ans pour trouver un emploi afin d'aider sa nombreuse famille. Elle travaille dans la boutique de couturier d'un parent. N'ayant reçu dans son village qu'une éducation scolaire rudimentaire, elle décide de suivre des cours du soir et d'apprendre le français afin de pouvoir aller travailler en France. À l'âge de dix-huit ans, elle obtient la qualification de maître couturière.
Elle commence également à fréquenter les milieux socialistes milanais, devenant une ardente défenseur de l'émancipation des femmes et de leur droit à l'éducation.
Entre 1884 et 1885, elle est envoyée à Paris en tant que déléguée du Parti des travailleurs italiens, prédécesseur du Parti socialiste italien. Elle est la seule femme à y assister. Elle reste dans la capitale française et trouve un travail dans la petite boutique d'une couturière italienne. Se plongeant dans le monde de la mode, perfectionnant ses techniques de couture et de broderie, elle poursuit sa carrière au sein de célèbres maisons de couture.
Elle revient rapidement à Milan, déterminée à développer le « Made in Italy » et à faire prendre conscience de la créativité industrielle de son pays d'origine. Poursuivant son activisme politique, elle plaide en faveur des revendications salariales des femmes et participe à des manifestations contre leur exploitation dans le monde du travail. Tout en étant active dans ces causes, elle rencontre d'autres femmes impliquées dans les mouvements socialistes et féministes. La journaliste Anna Maria Mozzoni l'invite ainsi à participer au Congrès international socialiste et travailliste de Zurich de 1893 (en). 
Elle s'investit aussi avec d'autres femmes au sein de la Lega femminile, qui regroupe des couturières et des modistes. Cette organisation défend alors le travail des femmes dans l'industrie du vêtement et de la production, portant également des idées émancipatrices féministes au niveau politique et éducatif. Lors d'une manifestation, elle rencontre la dirigeante féministe et socialiste Anna Kuliscioff, qui devient une de ses clientes et amie.
À partir des années 1880, Rosa Genoni s'implique de plus en plus dans le mouvement féministe, d'abord au sein de la gauche radicale d'Abigail Zanetta (1875-1945) puis avec les idées plus modérées et réformistes d'Anna Kulishoff. En 1895, elle est embauchée chez H. Haardt et Fils, alors importante maison de couture milanaise avec des succursales à Sanremo, Lucerne et Saint-Moritz. En 1903, elle est promue au poste de « première main », l'année de la naissance de sa fille Fanny avec son compagnon. Le père est l'avocat Alfredo Podreider, qu'elle avait rencontré alors qu'elle faisait partie du cercle de connaissances de Pietro Gori dans les années 1893-1894.
À partir de 1905, elle enseigne l'histoire de la mode à l'école professionnelle pour femmes de la Societa Umanitaria de Milan, en parallèle de son travail chez H. Haardt et Fils et de son engagement politique. Elle dirige également le département de confection de la Societa Umanitaria, fonction qu'elle occupe jusqu'en 1925, date à laquelle elle refuse de prêter serment de fidélité au régime fasciste.

### Exposition universelle de Milan de 1906
Alors que se profile l'exposition de Milan en 1906, Rosa Genoni travaille toujours pour la maison milanaise Haardt et Fils, reproduisant principalement des modèles parisiens. Quand elle suggère de participer à l'évènement, son patron lui répond que c'est impossible, parce qu'ils étaient connus pour copier les modes parisiennes. Cependant, il lui suggère d'exposer son propre travail, ce qu'elle finit par faire.
Alors qu'elle prépare ses créations, un incendie a lieu à l'endroit de l'exposition, dévastant le bâtiment qui abritait son travail. Elle s'empresse donc de réaliser de nouvelles robes en très peu de temps. En fin de compte, elle obtient la reconnaissance pour ses talents de créatrice de robes « Made in Italy » et reçoit le grand prix du jury international pour deux créations exposées à la manifestation : Manto da corte (manteau de cour) et la robe de bal Primavera.
Elle documente sa participation à l'exposition universelle dans une brochure, Al visitatore (Au visiteur, 1906). Elle y exprime son intention de créer une mode et un style italien local, dans la perspective de la renaissance des arts dans le pays et de la construction d'une identité nationale.

### Inspirations et créations

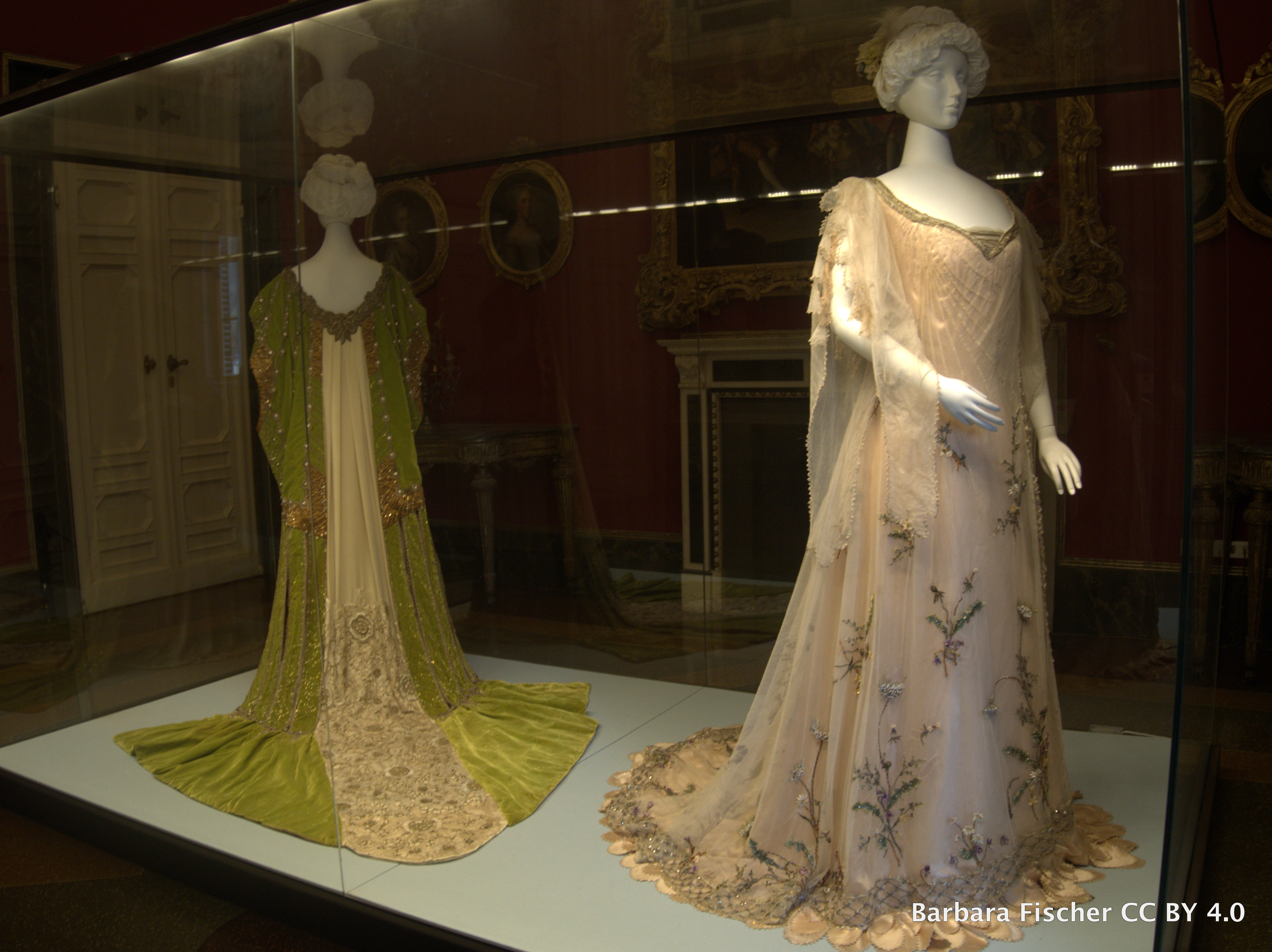
Robe de bal Primavera.

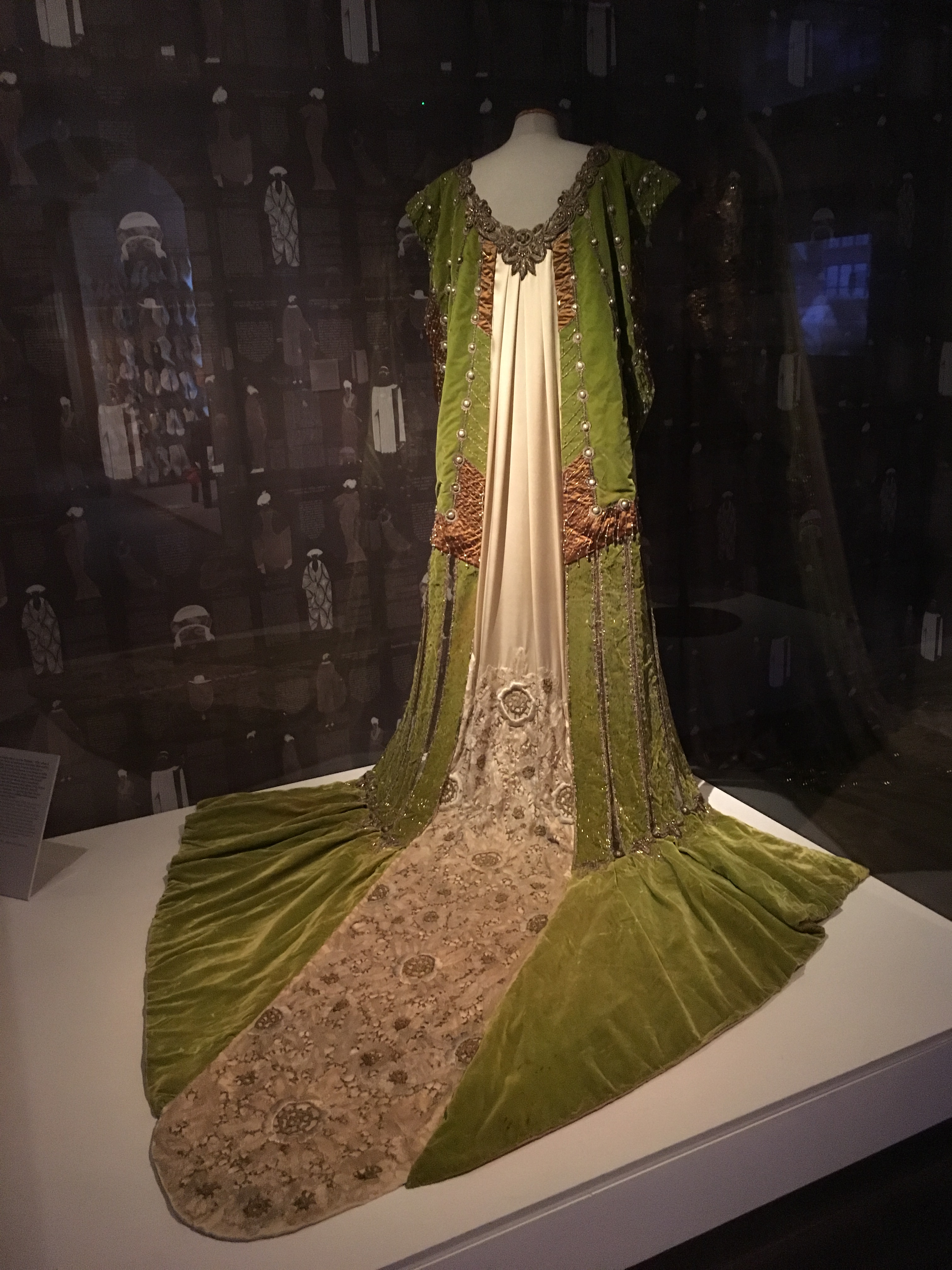
Manteau de cour.

L'inspiration de Rosa Genoni provient de trois périodes distinctes : la Renaissance, l'Antiquité gréco-romaine et classique, et l'Époque moderne. Ses tenues de soirée empruntent aux peintres de la Renaissance:  la robe Primavera inspirée du Printemps de Boticelli, et le Manto da corte inspiré de Pisanello. Elle incorpore à ses création le drapage, le pliage, le cerclage et l'épinglage, afin de concevoir sa robe Tanagra, inspirée par les figurines Tanagra et dont le drapé donne aux femmes la liberté de la porter de différentes manières. Se nourrissant de l'Époque moderne, qui promouvait la mobilité, elle crée une collection de vêtements décontractés, notamment adaptés au transport aérien.

### Activisme féministe et pacifiste
Dans son combat militant, Rosa Genoni cherche à attirer l'attention du public sur le sort des travailleurs, le manque d'égalité entre les hommes et les femmes ainsi que le maintien de la paix. En avril 1906, un Congrès national des femmes italiennes a lieu à Rome. Il s'agit de la première réunion nationale officielle des différentes associations et groupes féministes de toute l'Italie, regroupés dans le Conseil national des femmes italiennes (CNDI). Fondé en 1903, le CNDI est la branche italienne du Conseil international des femmes, créé à Washington en 1888. Le congrès qui se déroule à Rome est ainsi le premier forum public et national du mouvement féministe en Italie. Durant une semaine, il s'organise autour de six thèmes : 1) éducation et instruction, 2) assistance et prévention, 3) état moral et juridique des femmes, 4) hygiène, 5) art et littérature féminine, 6) émigration. Rosa Genoni est l'une des oratrices officielles de la cinquième section et prononce un discours intitulé « L'art de s'habiller ».

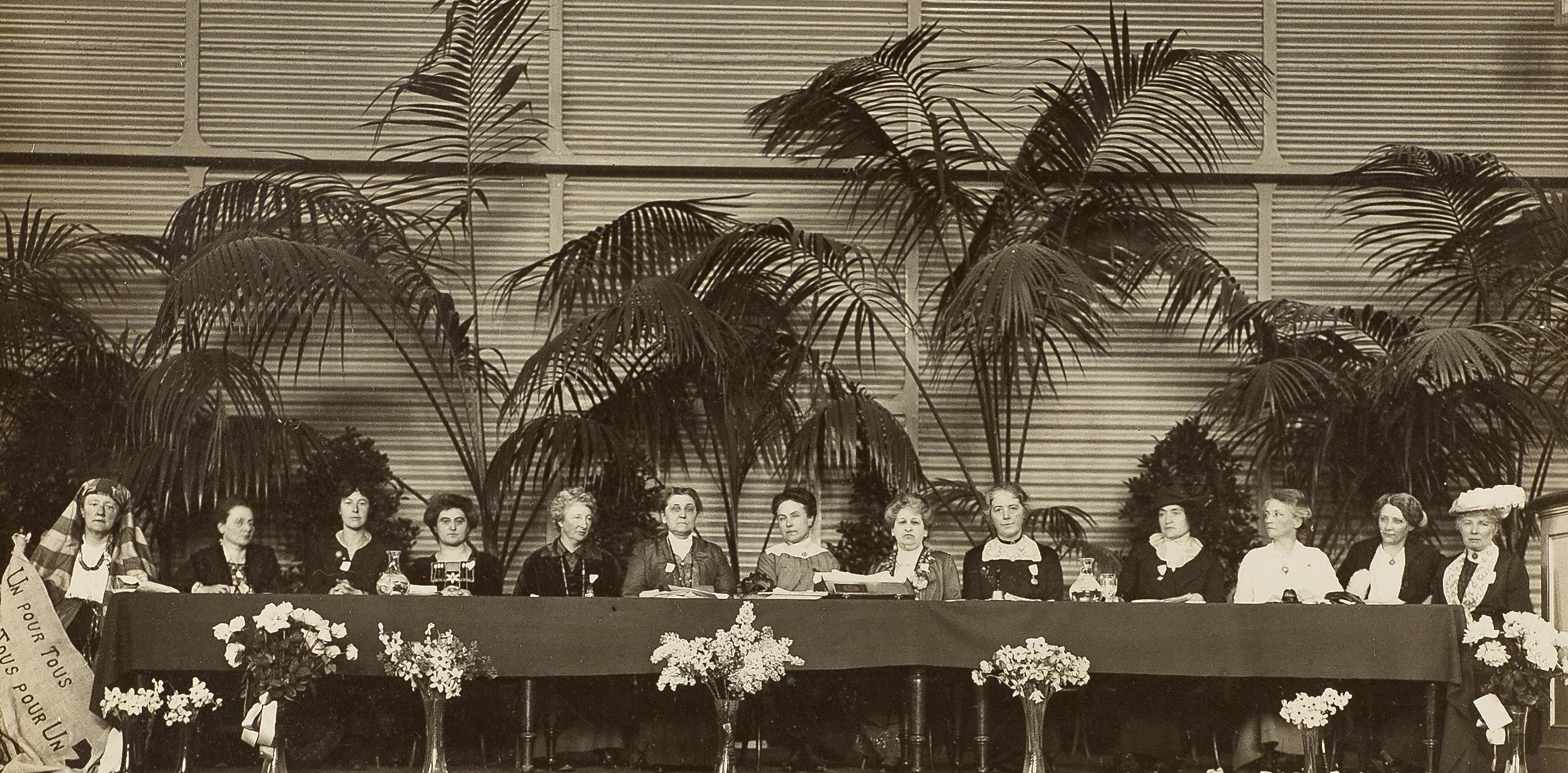
Tribune du congrès international de 1915. De gauche à droite : Lucy Thoumaian (Arménie), Leopoldine Kulka (Autriche), Laura Hughes (Canada), Rosika Schwimmer (Hongrie), Anita Augspurg (Allemagne), Jane Addams (États-Unis), Eugénie Hamer, Aletta Jacobs (Pays-Bas), Chrystal Macmillan (Royaume-Uni), Rosa Genoni (Italie), Anna Kleman (Suède), Thora Daugaard (Danemark) et Louise Keilhau (Norvège).

Avec d'autres féministes, comme l'Américaine Jane Addams et la Hongroise Rosika Schwimmer, elle assiste au congrès international des femmes, un évènement pacifiste féminin qui se tient du 28 avril au 10 mai 1915, à La Haye (Pays-Bas). Il s'agit d'un rassemblement de la minorité pacifiste du mouvement féministe international, qui n'avait pas accepté le ralliement de la plupart des organisations féministes de l'époque à l'effort de guerre dans leur patrie d'origine. Rosa Guenoni assiste au congrès comme déléguée de l'Italie. Du congrès est issue la Ligue internationale des femmes pour la paix et la liberté (qui prend ce nom en 1919).
Son intérêt pour l'éducation la porte vers les théories de Rudolf Steiner, dont elle suit les conférences.
Elle est surveillée par les forces de sécurité italiennes en raison de ses activités pacifistes et de sa participation à la campagne contre la guerre. Des documents dans son dossier indiquent qu'elle est identifiée comme « subversive », « socialiste » et « anarchiste ». On lui refuse parfois un passeport pour voyager. Malgré la surveillance dont elle est victime et qui la menace pendant la Première Guerre mondiale et à l'époque du fascisme, elle continue à plaider pour la paix. Elle attaque la position des futuristes en faveur de la guerre et développe ses prises de position dans des articles publiés dans le journal socialiste Aventi!.
En 1935, alors que le régime fasciste contrôle la vie quotidienne italienne, Rosa Genoni abandonne son rêve de construire une « mode italienne » et une société plus démocratique et égalitaire, qui défendrait les droits des classes inférieures.
Elle meurt en 1954.

### Reconnaissance
En 2018, une exposition-conférence aux Archives d'État à Milan rend hommage à Rosa Genoni.

### Lienx externes
- Biographie sur le site de la Ligue internationale des femmes pour la paix et la liberté
- « Renaissance and Made in Italy : History as an Intangible Asset for the Fashion Business » par Carlo Marco Belfanti, sur le site de l'European Business Association (EBHA)
- « Rosa Genoni comes back to the Expo in Milan 109 years later »
- Rosa Genoni sur le site Europeana Fashion

- Notices dans des dictionnaires ou encyclopédies généralistes :   - Dizionario biografico degli italiani
  - Enciclopedia delle donne
- Notices d'autorité :   - VIAF
  - ISNI
  - BnF (données)
  - LCCN
  - GND
  - Italie
  - Vatican
  - WorldCat